# Championnat du Swaziland de football 2011-2012
Navigation
Édition précédente Édition suivante
La saison 2011-2012 du Championnat du Swaziland de football est la trente-sixième édition de la Premier League, le championnat national de première division au Swaziland. Les douze équipes engagées sont regroupées au sein d'une poule unique où elles affrontent deux fois leurs adversaires, à domicile et à l'extérieur. En fin de saison, les deux derniers du classement sont relégués et remplacés par les deux meilleures équipes de deuxième division.
C'est le club de Mbabane Swallows qui remporte la compétition cette saison après avoir terminé en tête du classement final, avec deux points d'avance sur le Royal Leopards FC et six sur Manzini Sundowns. C'est le quatrième titre de champion du Swaziland de l'histoire du club.

## Participants
- Mbabane Highlanders
- Moneni Pirates
- Manzini Sundowns
- Manzini Wanderers
- Young Buffaloes FC
- Hellenic FC
- Masibini Red Lions FC - Promu de D2
- Tambankulu Callies FC - Promu de D2
- Mbabane Swallows
- Malanti Chiefs FC
- Green Mamba
- Royal Leopards FC

## Compétition

### Classement
Le classement est établi sur le barème de points suivant : victoire à 3 points, match nul à 1, défaite à 0.
| Rang | Équipe                 | Pts | J  | G  | N | P  | Bp | Bc | Diff |
| ---- | ---------------------- | --- | -- | -- | - | -- | -- | -- | ---- |
| 1    | Mbabane Swallows       | 47  | 22 | 15 | 2 | 5  | 46 | 27 | +19  |
| 2    | Royal Leopards FC      | 45  | 22 | 14 | 3 | 5  | 48 | 19 | +29  |
| 3    | Manzini Sundowns       | 41  | 22 | 13 | 2 | 7  | 34 | 22 | +12  |
| 4    | Mbabane Highlanders    | 40  | 22 | 12 | 4 | 6  | 29 | 21 | +8   |
| 5    | Manzini Wanderers      | 38  | 22 | 11 | 5 | 6  | 33 | 20 | +13  |
| 6    | Malanti Chiefs FC      | 36  | 22 | 10 | 6 | 6  | 47 | 35 | +12  |
| 7    | Moneni Pirates         | 35  | 22 | 11 | 2 | 9  | 22 | 19 | +3   |
| 8    | Green Mamba'T'C        | 34  | 22 | 10 | 4 | 8  | 29 | 27 | +2   |
| 9    | Young Buffaloes FC     | 21  | 22 | 4  | 9 | 9  | 22 | 33 | -11  |
| 10   | Masibini Red Lions FCP | 14  | 22 | 3  | 5 | 14 | 24 | 51 | -27  |
| 11   | Tambankulu Callies FCP | 12  | 22 | 3  | 3 | 16 | 14 | 44 | -30  |
| 12   | Hellenic FC            | 8   | 22 | 1  | 5 | 16 | 15 | 45 | -30  |

|  | Qualification pour la Ligue des champions de la CAF 2013                                  |
|  | Qualification pour la Coupe de la confédération 2013                                      |
|  | Relégation directe en deuxième division                                                   |
|  | T : Tenant du titre C : Vainqueur de la Coupe du Swaziland P : Promu de deuxième division |

## Bilan de la saison
| Championnat du Swaziland de football 2011-2012 |                             |
| Champion                                       | Mbabane Swallows (4e titre) |
| Coupes et trophées                             |                             |
| Vainqueur de la Coupe du Swaziland 2011-2012   | Green Mamba                 |
| Qualifications continentales                   |                             |
| Ligue des champions de la CAF 2013             | Mbabane Swallows            |
| Coupe de la confédération 2013                 | Mbabane Highlanders         |
| Promotions et relégations                      |                             |
| Promus en Premier League                       | Manzini Sea Birds FC        |
| Promus en Premier League                       | Midas Mbabane City FC       |
| Relégués en First Division League              | Tambankulu Callies FC       |
| Relégués en First Division League              | Hellenic FC                 |